# جان فيفياني
جان فيفياني (مواليد 11 مارس 1981) هو مبارز بالسيف من الولايات المتحدة، مثّل بلاده في الألعاب الأولمبية الصيفية 2004.

## روابط رياضية
جان فيفياني على موقع أوليمبيديا (الإنجليزية)